# Favarger
Pour les articles homonymes, voir Favarger (homonymie).

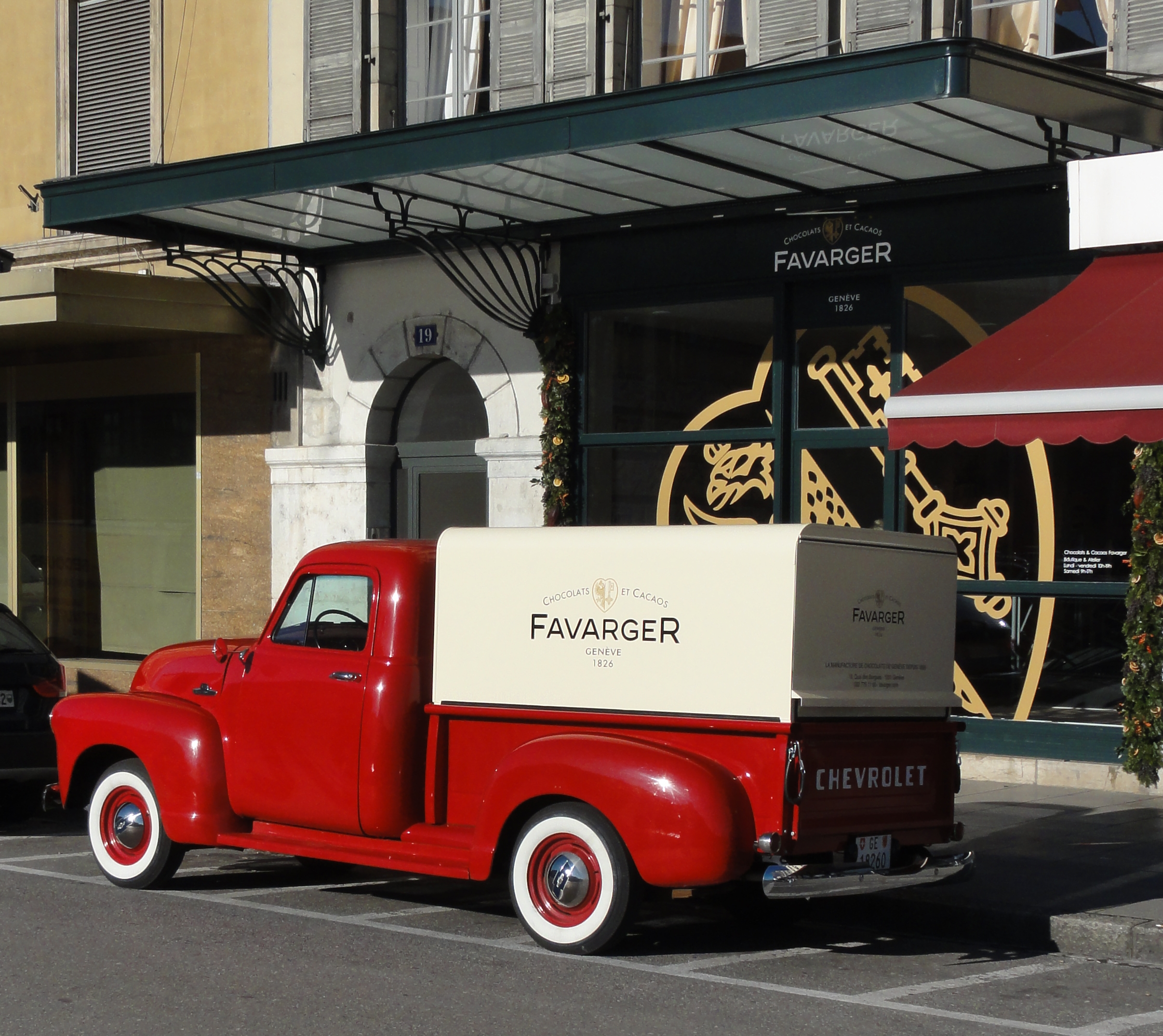
Pick-up Chevrolet aux enseignes de la maison Favarger et sa Boutique du Quai des Bergues à Genève

Favarger est une entreprise suisse spécialisée dans la fabrication du chocolat. Son siège se trouve à Versoix, dans le canton de Genève.

## Histoire
En 1826 Jacques Foulquier, confiseur, s'installe en l'Ile de Genève et commence à fabriquer du chocolat. Une de ses filles épouse Jean-Samuel Favarger qui reprend la fabrication de son beau-père.
Le Bâtiment des Forces motrices est construit à l'emplacement de l'atelier de chocolat, et l'entreprise Favarger quitte Genève pour s'installer à Versoix, une autre commune du canton de Genève.
La famille Favarger dirige l'entreprise jusqu'en 2003, date à laquelle elle est reprise par Luka Rajic, fondateur de l'entreprise Lura de Zagreb (Croatie).